# Эбенсхаузен
Эбенсхаузен (нем. Ebenshausen) — община в Германии, в земле Тюрингия. 
Входит в состав района Вартбург. Подчиняется управлению Мила.  Население составляет 284 человека (на 31 декабря 2010 года). Занимает площадь 2,60 км².